# Arquelau de Judea

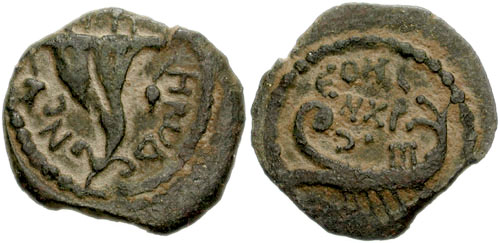
Moneda d'Herodes Arquelau

Arquelau de Judea (en llatí Archelaus, en grec antic Ἀρχέλαος) va ser fill d'Herodes el Gran i de Maltace, una dona samaritana. Herodes va pensar a fer-lo hereu però Antípater, el fill gran d'Herodes, va aconseguir que fos desheretat; més tard es van descobrir les maquinacions d'Antípater, i Arquelau va ser restablert en els seus drets hereditaris i a la mort del pare l'any 4 aC l'exèrcit el va saludar com a rei com a rei. Arquelau va renunciar al títol fins que no li fos donat per August.
Va esclatar una revolta que Arquelau va reprimir en sang i després va anar a Roma per obtenir la confirmació del títol, però allí se li va oposar Herodes Antipes i Salomé (la germana d'Herodes el Gran) així com, naturalment, Antípater, que van presentar ambaixadors vinguts de Judea per explicar la crueltat d'Arquelau i demanaren l'annexió del regne a la província de Síria. August tot i així va ratificar l'elecció del pare, però va repartir el regne: Judea, Samaria i Idumea les va entregar a Arquelau amb el títol d'etnarca i la promesa d'un regne.
Va tornar a Judea i va desafiar la llei jueva casant-se amb Glafira, filla d'Arquelau de Capadòcia, vídua del seu germà Alexandre de Judea, de qui ella tenia fills vius. Sigui per aquesta ofensa o perquè realment era cruel, el van acusar de tirania i al cap d'un temps van tornar a acusar-lo de crueltat quan portava uns deu anys governant (o potser només 7) i com que no es va poder justificar l'emperador el va desterrar a Viena a la Gàl·lia on va morir. Els territoris que governava van ser annexionats a la Judea romana.